# 琉球位階

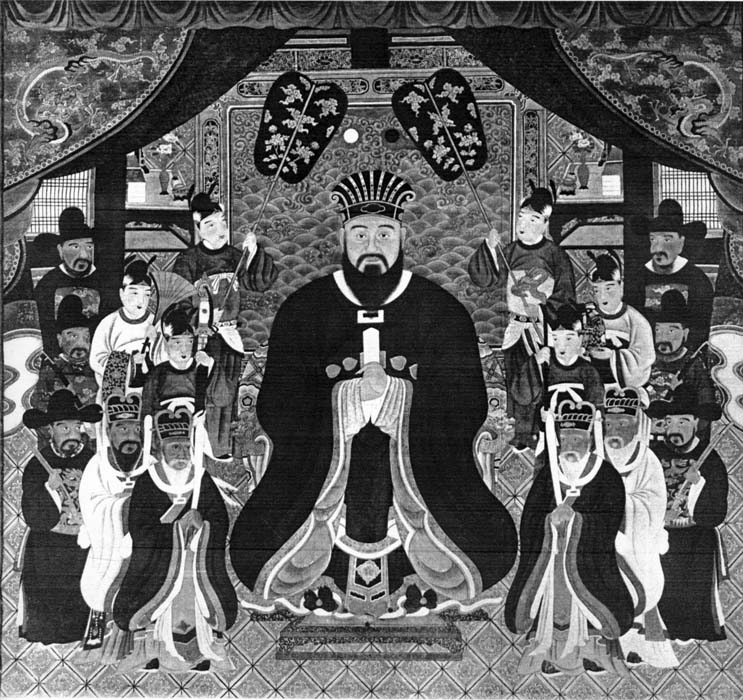
基本確立位階制度的尚真王

琉球位階是琉球國的身分序列。第二尚氏王朝第三代尚真王（在位1476年—1526年）時位階制度基本確立。先於1509年，確定根據金銀簪區分貴賤，隨後於1524年，確定根據六色冠區分等級。
之後，18世紀初程順則制定的《琉球國中山王府官制》（1706年），九品十八階的位階制度確立。1732年，蔡温制定《位階定》。國王、王子、按司等王族、位於九品十八階之上，平民位於之下。

## 概要

### 王族

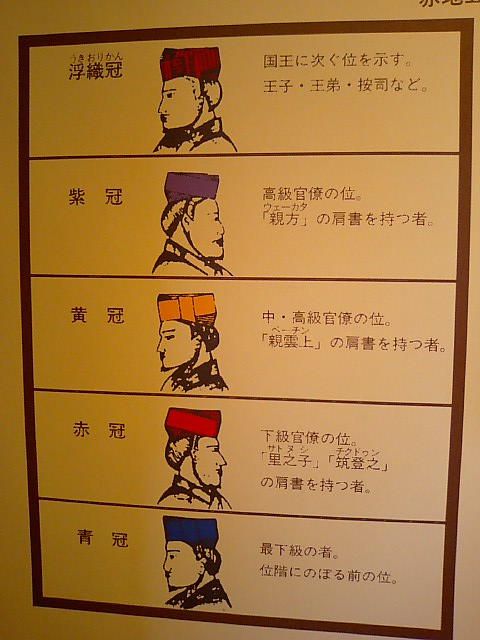
琉球國位階別冠 攝于首里城

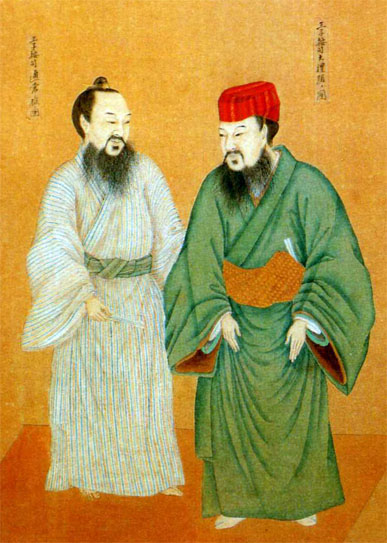
王子按司大禮服並通常服着装圖。右為大禮服（五色浮織冠、緑袍）、左為通常服。

國王的親族位於九品十八階的上位，為超品。王子和按司為國王的親族。琉球國最高官職攝政，亦由國王的親族出任，管理典禮、防災等事務。攝政的位階為王子。根據《中山傳信錄》的記載，擔任攝政的王子，其俸祿約為600石至1000石之間。
王子、按司擁有一個間切的采地，依據其身份的不同，分別稱為王子地頭、按司地頭；一般來說將二者統稱為按司地頭。王子、按司的位階前面，往往被加上其所領有的采地名，例如宜野灣王子、本部按司等等。
王子、按司的邸宅則被稱為御殿。例如，宜野灣王子的邸宅稱為「宜野灣御殿」，本部按司的邸宅稱為「本部御殿」。後來，御殿也成為對擁有該邸宅的主人的尊稱。
例外的是，馬氏國頭御殿是唯一一個沒有王家血統的按司家。1571年，尚元王在遠征奄美大島時染上重病，三司官馬順德（國頭親方正格）向天祈禱願代王死。尚元王大為感動。為表彰馬順德的忠義，尚元王封其子為按司，世代襲爵，成為琉球唯一一個沒有王家血統的按司家。
- 王子

作為琉球位階的名稱，基本上由國王的兒子、王叔、王弟持有。國王正室所生的兒子被稱為直王子，側室所生之子稱為脇王子。又，琉球王子被冊立為王世子後，領有中城間切的采地，稱為「中城王子」。王子的位階只限一代使用，稱號不世襲，王子的兒子改稱「按司」。
值得一提的是，在琉球歷史的早期，王子、按司二者之間並無區別。琉球的統治者皆被稱為按司，唯有與明朝來往的時候才使用王的稱號。直到第一尚氏王朝建立中央集權國家的時候，國王的兒子被稱為，漢字寫作；原地方割據勢力的首領被稱為，漢字寫作，二者之間才有區別。
在1501年的玉陵碑文中，有（漢字應為，指尚真王的兒子尚清）一句。由此可見，在第二尚氏王朝初期，王子依舊被稱作。直到後來薩摩入侵後才改稱為（Ōji），則成為按司的另一種稱呼。
「王子」的位階不僅可以由國王的兒子擁有，亦可以由其他按司昇格擁有。例如，被任命為攝政的按司，以及擔任上江戶使團正使的按司，都會被授予「王子」的位階。這種王子被稱為「從王子」。
王子戴赤地金入五色浮織冠，插金簪。
- 按司（或）

王族中僅次於王子的位階，由王子的嗣子和按司的嗣子持有。換句話說，按司是琉球國王家分家的當主，相當於日本的宮家、中國的郡王。按司的發音為（aji）或（anji），可能是琉球語中「主」（ / aruji）的轉訛。漢字表記為「按司」。
按司原為地方割據勢力首領的稱呼，後來在第二尚氏王朝時期成為琉球王族中的一個位階。最早按司的兒子皆稱按司，到了1692年（尚貞王時期）以後，只有按司的嗣子才能持有按司的位階。這是由於琉球王府財政窘迫的緣故。
如果按司家對琉球王府作出一定貢獻，其本人將被陞為王子；而如果按司家七代之間都沒有對王府作出貢獻，將被降格為上級士族。
按司戴赤地金入五色浮織冠或黃地五色浮織冠，插金簪。

### 上級士族
正一品至從四品的士族被稱為上級士族。在琉球，士族被稱作（ / samure），俗稱「良人」（ / Yukatchu）。「士」的發音與日本語中「侍」（ / samurai）的發音相近。然而與日本武士不同的是，琉球的士禁止在公眾場合帶刀。因此，與其說「士」是琉球的武士階級，不如說是官吏階級（士大夫）來的合適。
原則上，親方擁有一個間切的采地，稱為「總地頭」。但事實上，琉球國所有采地的總數不足，根本無法將間切賞賜給所有親方。因此許多親方僅僅只擁有一個村的地頭，稱為「脇地頭」。這種只有一個村地頭的親方被稱為「脇地頭親方」。根據《琉球藩雜記》（1873年）的記載，在第二尚氏王朝末期，總地頭親方共十四人，脇地頭親方共三十八人，脇地頭親方人數是總地頭親方人數的二倍以上。
親雲上的采地為一個村，任脇地頭職。與王族相似，親方、親雲上的位階前面往往也會加上其所領有的采地名，如「浦添親方」、「知花親雲上」等。如果采地名與王子領地一致的話，則以該間切下的一個村名字命名。例如，領有佐敷間切者改稱「森山」，中城間切改稱「伊舍堂」。
親方、親雲上的邸宅稱為殿內。如「豐見城殿內」、「儀間殿內」等。殿內也是對擁有該邸宅的主人的尊稱。
根據《中山傳信錄》的記載，上級士族因其擔任的職務不同，俸祿也不同。法司領有一個間切（原文為府）的采地，俸祿四百石；國舅、紫巾官領有一個間切或一個村（原文為縣）的地頭，國舅俸祿八十至兩百石，紫金官為三十至八十石。司賓和部分耳目官，領有一個間切，俸祿八十石；另一些耳目官俸祿四十石。典寶、司刑、管泊、度支正、度支同知，俸祿四十石。那霸官領一個村，俸祿八十石。長史領一個村，俸祿二十石。贊議官俸祿十六石。中議大夫一個村，俸祿十石。遏闥理官俸祿十石。都通事或有領地或無領地，俸祿八石。
- 親方

親方是士族的最高稱號，管理國政的要職。親方的稱號不能世襲繼承，士族中有功者可任親方。即使是親方的兒子，也必須對國家有功才能被封為親方。親方戴紫冠，插花金莖銀簪。官階昇為正二品以上的親方插金簪。
親方這個稱號是從17世紀起才開始出現的，古代沒有這個稱號。在17世紀以前，親方被稱為，意為「紫之親雲上」。這就是紫冠的由來。也有把親方與王子、按司總稱為貴族的說法。但事實上，把親方稱為是士族的最高等級更為妥當。擁有特殊功績的士族被賜戴紫冠，這是親方最早的起源。
與管理禮儀方面的王族不同，親方一般掌握有政治實權。琉球王府最高實權者三司官，就是由親方之中投票選舉出來的。擁有一個間切總地頭的親方，與王子、按司併稱為「大名」（デーミョー）。而現實中領有脇地頭的小名級親方占大多數。
- 親雲上（ペークミー）

琉球的一般士族被稱作（pechin）。其中，領有脇地頭采地的被稱作「ペークミー」（pekumi）。二者雖然發音不同，但漢字表記中都寫作「親雲上」。在古代，親雲上被稱作，指的是在王府中任職的人。（Moi）是一種敬稱。後來逐漸改稱，這就是「親雲上」一詞的由來。
親雲上也是不能世襲的，必須通過努力才能取得親雲上的稱號。有采地之名、無采地之實（虛封，琉球稱此為領有「名島」）的親雲上稱為。
親雲上戴黃冠，插銀簪。

### 一般士族

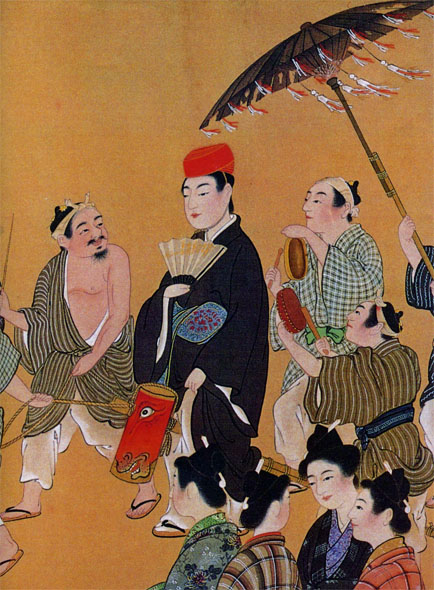
《婚姻風俗圖》（比嘉華山，1868-1939)。圖為頭戴赤冠的士族新郎迎親的情景。

正五品以下的士族相當於一般士族。一般士族要想昇為較高官階的五品、六品必須經過努力，進一步昇為四品以上的上級士族就很困難了。
一般士族共分為里之子家（里之子筋目）和筑登之家（筑登之筋目）兩種家格。里之子家相當於中級士族，筑登之家相當於下級士族。里之子家和筑登之家的成員，最早之時位階為「子」，其官階是無品秩的。其後依據其自身的努力可以不斷昇遷。里之子家昇遷的順序是子 → 里之子 → 里之子親雲上 → 親雲上；筑登之家的昇遷順序是子 → 筑登之→ 筑登之親雲上 → 親雲上。
根據《中山傳信錄》記載，副通事俸祿為五石，通事為四石，秀才為兩石，若秀才為一石。
里之子家和筑登之家的家格也不是固定的。筑登之家出身的士族可以根據功績昇為親方，在這種場合下，其家格會被昇為里之子家。而里之子家如果長期對國家沒有功績，將被降為筑登之家的家格。古代就有的士族被稱為「譜代士族」，新出現的士族稱為「新參士族」。
- 里之子親雲上（サトゥヌシペーチン）

里之子家中的成員被昇為正七品時，稱里之子親雲上。戴黃冠，插銀簪。擔任地頭職後，稱親雲上（ペークミー）。
- 筑登之親雲上（チクドゥンペーチン）

筑登之家中的成員被昇為從七品時，稱筑登之親雲上。戴黃冠，插銀簪。擔任地頭職後，稱親雲上（ペークミー）。
- 里主

「里主」一詞與「里之子」發音相同，但意義不一樣。「里主」一詞，最早是「領主」的意思。有一些總地頭和脇地頭家的嗣子，在繼承家督的位置後，位階處於黃冠以下（正從八、九品）。這些有低位階的上級士族被稱為「里主」。里主往往是一些上級士族出身的、繼承家督的青年人，他們在琉球王府中沒有職務。
琉球的位階制度中，昇遷速度由年限決定。繼承名家的家督後往往會得到越階昇遷。按司的嗣子，最初的位階即為按司，這是個例外。
- 里之子（サトゥヌシ）

里之子家中的成員被昇為八品時，稱里之子。戴赤冠，插銀簪。
- 筑登之（チクドゥン）

筑登之家中的成員被昇為九品時，稱筑登之。戴赤冠，插銀簪。
- 子

譜代士族的子弟中，無位者稱為「子」，又稱「秀才」。結欹髻後，戴赤冠，插銀簪。
- 仁屋

新參士族的子弟中，無位者稱為「仁屋」，又稱「若秀才」。結欹髻後，戴綠冠，插銅簪。上級平民（村役人等）的子弟中，無位者同樣被稱作「仁屋」。

### 平民
- 百姓

在琉球，平民一般被稱為百姓。居住在首里、那霸、久米村、泊村的稱為「町百姓」，以外的稱為「田舍百姓」。地方百姓被錄取成為地方官員的稱為筆算人。因沒有姓氏、宗譜，百姓也被稱為無系。插真鍮簪。

## 散阶官职及勋位
以下为康熙四十五年（1706年）紫金大夫蔡铎、正议大夫蔡应瑞、正议大夫程顺则编纂《琉球国中山王府官制》所定的散階官阶。
| 品阶   | 初封散阶      | 加封散阶     | 官职                  | 爵位           | 备注 |
| ------ | ------------- | ------------ | --------------------- | -------------- | --- |
| 正一品 | 封晋封禄大夫  | 特晋封禄大夫 | 国相                  | 元侯           | 死后赠柱国勋位 |
| 从一品 | 永禄大夫      | 永禄大夫     |                       | 元侯 郡侯 邑侯 | 仅授王子、王弟，采邑授一郡或一邑 |
| 正二品 | 秉宪大夫      | 隆德大夫     | 法司正卿 加衔法司正卿 |                | 共设三员，王舅、勋戚担任，为国王之三卿。天曹司礼，地曹司农，人曹司吏。轮值于王宫中，遇大事集议，上之于国相 由隆勋大夫直接升为隆德大夫者称“加衔” |
| 从二品 | 亲奉大夫      | 隆勋大夫     | 加衔法司正卿 紫巾亚卿 | 郡伯 邑伯      | 无定员 久米协理府官称紫金大夫，一员，加“协理法司”衔，名“总理唐荣司”，主持朝贡礼仪                                                               |
| 正三品 | 宣拜大夫      |              | 谒者耳目官            |                | 共设四员，包括司宾耳目官（御锁侧）、典宾耳目官（御双纸库理）、司刑耳目官（平等侧）、管泊耳目官（泊地头） 久米协理府官称正议大夫，无定员         |
| 从三品 | 进显大夫      |              | 加衔谒者              |                | 琉球语称“申口座”，无定员，无职掌 |
| 正四品 | 精绎大夫      |              | 赞议官                |                | 佐谒者、度支官。参议政事。久米协理府官称中议大夫，无定员                                                                                        |
| 从四品 | 宫候大夫      |              | 察侍纪官              |                | 那霸官二人，左堂首里人，右堂那霸人，分掌钱粮。察侍纪官（座敷）无定员，无职掌 久米协理府官称都通事，无定员，专管朝贡事                           |
| 正五品 | 奉宣大夫      |              | 谒闼理官              |                | 谒闼理官（当职）十二人，国书院谒闼理官三人，入值王宫                                                                                            |
| 从五品 | 供直大夫      |              | 加衔谒闼理官          |                | 无定员，无职掌 久米协理府官称谒闼副通事，无定员，专管朝贡事                                                                                     |
| 正六品 | 承直郎        |              | 仪卫使                |                | 仪卫使（势头）九人，掌仪仗及扈从 |
| 从六品 | 从务郎 叙德郎 |              |                       |                | 儒士授从务郎 吏授叙德郎（加势头） |
| 正七品 | 承事郎        |              | 里之子亲云上          |                | 承事郎琉球语称“牌金” 久米协理府官称副通事，无定员，专管朝贡事                                                                                   |
| 从七品 | 从职郎 叙功郎 |              | 筑登之亲云上          |                | 儒士授从职郎，吏授叙功郎（掟牌金） |
| 正八品 | 内使郎        |              | 赞度内使              |                | 内使郎琉球语称“察度奴示” |
| 从八品 | 内使佐郎      |              |                       |                | |
| 正九品 | 登仕郎        |              | 点班使                |                | 登仕郎琉球语称“筑登之”，由首里、泊、那霸三府出身者担任                                                                                          |
| 从九品 | 登仕佐郎      |              |                       |                | 登仕佐郎琉球语称“筑登之座” |

## 位階制度表
| 身分      | 身分      | 身分      | 邸宅                                                 | 稱號                                                 | 稱號                                                                    | 品位                                                 | 位階                                                 | 久米村位階                                           | 久米村位階                                           | 簪                                                   | 冠                                                   | 地頭職與采地                                         | 地頭職與采地                                         | 地頭職與采地                                         |
| 王族      | 王族      | 王族      | 御殿                                                 | 王子                                                 | 王子                                                                    | 超品                                                 | 王子                                                 |                                                      |                                                      | 金簪                                                 | 赤地金入 五色浮織冠                                  | 按 司 地 頭                                          | 王子地頭 （一間切）                                  | 大 名                                                |
| 王族      | 王族      | 王族      | 御殿                                                 | 按司                                                 | 按司                                                                    | 超品                                                 | 按司                                                 | 赤地五色浮織冠 黄地五色浮織冠                        | 按司地頭 （一間切）                                  | 金簪                                                 |                                                      | 按 司 地 頭                                          |                                                      | 大 名                                                |
| 上級 士族 | 上級 士族 | 上級 士族 | 殿内                                                 | 親方 （脇地頭親方）                                  | 親方 （脇地頭親方）                                                     | 正一品                                               | 紫地浮織三司官                                       | 紫地五色浮織冠 青地五色浮織冠 紫地浮織冠             | 總地頭 （一間切） 脇地頭 （一村）                    | 總地頭 （一間切） 脇地頭 （一村）                    |                                                      |                                                      |                                                      | 大 名                                                |
| 上級 士族 | 上級 士族 | 上級 士族 | 殿内                                                 | 親方 （脇地頭親方）                                  | 親方 （脇地頭親方）                                                     | 從一品                                               | 三司官                                               | 紫冠                                                 | 總地頭 （一間切） 脇地頭 （一村）                    | 總地頭 （一間切） 脇地頭 （一村）                    |                                                      |                                                      |                                                      | 大 名                                                |
| 上級 士族 | 上級 士族 | 上級 士族 | 殿内                                                 | 親方 （脇地頭親方）                                  | 親方 （脇地頭親方）                                                     | 正二品                                               | 三司官座敷                                           | 紫冠                                                 | 總地頭 （一間切） 脇地頭 （一村）                    | 總地頭 （一間切） 脇地頭 （一村）                    | 三司官座敷                                           | 三司官座敷                                           |                                                      | 大 名                                                |
| 上級 士族 | 上級 士族 | 上級 士族 | 殿内                                                 | 親方 （脇地頭親方）                                  | 親方 （脇地頭親方）                                                     | 從二品                                               | 紫官                                                 | 紫冠                                                 | 總地頭 （一間切） 脇地頭 （一村）                    | 總地頭 （一間切） 脇地頭 （一村）                    | 紫金大夫                                             | 紫金大夫                                             | 花金 茎銀簪                                          | 小 名 級                                             |
| 上級 士族 | 上級 士族 | 上級 士族 | 殿内                                                 | 親 雲 上                                             | 親雲上 里之子親雲上 （里之子家） 筑登之親雲上 （筑登之家） （新参平民） | 正三品                                               | 申口                                                 |                                                      |                                                      | 銀簪                                                 | 黄冠                                                 | 脇地頭 （一村）                                      | 脇地頭 （一村）                                      | 小 名 級                                             |
| 上級 士族 | 上級 士族 | 上級 士族 | 殿内                                                 | 親 雲 上                                             | 親雲上 里之子親雲上 （里之子家） 筑登之親雲上 （筑登之家） （新参平民） | 從三品                                               | 申口座                                               | 申口座                                               | 申口座                                               | 銀簪                                                 | 黄冠                                                 | 脇地頭 （一村）                                      | 脇地頭 （一村）                                      | 小 名 級                                             |
| 上級 士族 | 上級 士族 | 上級 士族 | 殿内                                                 | 親 雲 上                                             | 親雲上 里之子親雲上 （里之子家） 筑登之親雲上 （筑登之家） （新参平民） | 正四品                                               | 吟味役 那霸王里主                                    |                                                      |                                                      | 銀簪                                                 | 黄冠                                                 | 脇地頭 （一村）                                      | 脇地頭 （一村）                                      | 小 名 級                                             |
| 上級 士族 | 上級 士族 | 上級 士族 | 殿内                                                 | 親 雲 上                                             | 親雲上 里之子親雲上 （里之子家） 筑登之親雲上 （筑登之家） （新参平民） | 從四品                                               | 座敷                                                 | 座敷                                                 | 座敷                                                 | 銀簪                                                 | 黄冠                                                 | 脇地頭 （一村）                                      | 脇地頭 （一村）                                      | 小 名 級                                             |
| 一般 士族 | 一般 士族 | 一般 士族 | 家                                                   | 親 雲 上                                             | 親雲上 里之子親雲上 （里之子家） 筑登之親雲上 （筑登之家） （新参平民） | 正五品                                               | 下庫理当                                             |                                                      |                                                      | 銀簪                                                 | 黄冠                                                 | 無采地                                               | 無采地                                               | 士                                                   |
| 一般 士族 | 一般 士族 | 一般 士族 | 家                                                   | 親 雲 上                                             | 親雲上 里之子親雲上 （里之子家） 筑登之親雲上 （筑登之家） （新参平民） | 從五品                                               | 当座敷                                               | 当座敷                                               | 当座敷                                               | 銀簪                                                 | 黄冠                                                 | 無采地                                               | 無采地                                               | 士                                                   |
| 一般 士族 | 一般 士族 | 一般 士族 | 家                                                   | 親 雲 上                                             | 親雲上 里之子親雲上 （里之子家） 筑登之親雲上 （筑登之家） （新参平民） | 正六品                                               | 下庫理勢頭                                           |                                                      |                                                      | 銀簪                                                 | 黄冠                                                 | 無采地                                               | 無采地                                               | 士                                                   |
| 一般 士族 | 一般 士族 | 一般 士族 | 家                                                   | 親 雲 上                                             | 親雲上 里之子親雲上 （里之子家） 筑登之親雲上 （筑登之家） （新参平民） | 從六品                                               | 勢頭座敷                                             | 勢頭座敷                                             | 勢頭座敷                                             | 銀簪                                                 | 黄冠                                                 | 無采地                                               | 無采地                                               | 士                                                   |
| 一般 士族 | 一般 士族 | 一般 士族 | 家                                                   | 親 雲 上                                             | 親雲上 里之子親雲上 （里之子家） 筑登之親雲上 （筑登之家） （新参平民） | 正七品                                               | 里之子親雲上                                         | 里之子親雲上                                         | 里之子親雲上                                         | 銀簪                                                 | 黄冠                                                 | 無采地                                               | 無采地                                               | 士                                                   |
| 一般 士族 | 一般 士族 | 一般 士族 | 家                                                   | 親 雲 上                                             | 親雲上 里之子親雲上 （里之子家） 筑登之親雲上 （筑登之家） （新参平民） | 從七品                                               | 筑登之親雲上                                         | 筑登之親雲上 通事親雲上                              | 筑登之親雲上 通事親雲上                              | 銀簪                                                 | 黄冠                                                 | 無采地                                               | 無采地                                               | 士                                                   |
| 一般 士族 | 一般 士族 | 一般 士族 | 家                                                   | 里之子 （里主）                                      | 里之子 （里主）                                                         | 正八品                                               | 下庫理里之子                                         |                                                      |                                                      | 銀簪                                                 | 赤冠                                                 | 無采地                                               | 無采地                                               | 士                                                   |
| 一般 士族 | 一般 士族 | 一般 士族 | 家                                                   | 里之子 （里主）                                      | 里之子 （里主）                                                         | 從八品                                               | 若里之子                                             | 若里之子 通事                                        | 若里之子 通事                                        | 銀簪                                                 | 赤冠                                                 | 無采地                                               | 無采地                                               | 士                                                   |
| 一般 士族 | 一般 士族 | 一般 士族 | 家                                                   | 筑登之 （里主）                                      | 筑登之 （里主）                                                         | 正九品                                               | 下庫理筑登之                                         |                                                      |                                                      | 銀簪                                                 | 赤冠                                                 | 無采地                                               | 無采地                                               | 士                                                   |
| 一般 士族 | 一般 士族 | 一般 士族 | 家                                                   | 筑登之 （里主）                                      | 筑登之 （里主）                                                         | 從九品                                               | 筑登之座敷                                           | 筑登之座敷 通事                                      | 筑登之座敷 通事                                      | 銀簪                                                 | 赤冠                                                 | 無采地                                               | 無采地                                               | 士                                                   |
| 一般 士族 | 一般 士族 | 一般 士族 | 家                                                   | 子                                                   | 子                                                                      | 無位                                                 | 子                                                   | 秀才                                                 | 品外                                                 | 銀簪                                                 | 青冠 綠冠                                            | 無采地                                               | 無采地                                               | 士                                                   |
| 一般 士族 | 一般 士族 | 一般 士族 | 家                                                   | 仁屋                                                 | 仁屋                                                                    | 無位                                                 | 仁屋                                                 | 秀才                                                 | 品外                                                 | 銅簪                                                 | 青冠 綠冠                                            | 無采地                                               | 無采地                                               | 士                                                   |
| 一般 士族 | 一般 士族 | 一般 士族 | 家                                                   | 仁屋                                                 | 仁屋                                                                    | 無位                                                 | 仁屋                                                 | 若秀才                                               | 品外                                                 | 銅簪                                                 | 青冠 綠冠                                            | 無采地                                               | 無采地                                               | 士                                                   |
| 平民      | 平民      | 平民      | 町百姓（町民）、田舍百姓（農民）、筆算人（地方役人） | 町百姓（町民）、田舍百姓（農民）、筆算人（地方役人） | 町百姓（町民）、田舍百姓（農民）、筆算人（地方役人）                    | 町百姓（町民）、田舍百姓（農民）、筆算人（地方役人） | 町百姓（町民）、田舍百姓（農民）、筆算人（地方役人） | 町百姓（町民）、田舍百姓（農民）、筆算人（地方役人） | 町百姓（町民）、田舍百姓（農民）、筆算人（地方役人） | 町百姓（町民）、田舍百姓（農民）、筆算人（地方役人） | 町百姓（町民）、田舍百姓（農民）、筆算人（地方役人） | 町百姓（町民）、田舍百姓（農民）、筆算人（地方役人） | 町百姓（町民）、田舍百姓（農民）、筆算人（地方役人） | 町百姓（町民）、田舍百姓（農民）、筆算人（地方役人） |

## 冠帶歌、簮品歌、朝衣歌[1]

### 冠帶歌
一品王親彩織冠    二品紫帽是勲官
三品為始至七品    共戴黃帽赴朝端
八九品官並雜職    總是紅帽一樣看
惟有小吏戴綠帽    平民青帽制不刊
若問腰帶有品級    一品錦帶上金鑾
繡龍黃帶二三品    四品紅帶龍亦蟠
五品以下雜花帶    青布粧花是吏鞶
欲識中山冠帶制    資品教來自可觀

### 簮品歌
侯爵正卿黃金簪    金花銀柱亞卿簪
上京朝貢皇華使    從來莊重賜金簪
三品以至廕生子    一槩加榮許銀簪
雜職小吏無品級    不敢銀簪插銅簪

### 朝衣歌
一品綠袍爵最高    二品以下皆青袍
須知藍袍總是吏    自古朝衣此三號

## 關聯條目
- 琉球國
- 位階
- 品秩
- 琉球地頭列表
- 九品官人法
- 日本古代職官
- 中國古代職官
- 朝鮮古代職官
- 越南古代職官